# 자본주의 황금기
자본주의 황금기는 경제사학적 용어로 서구 역사학자들은 한국전쟁발발부터 베트남 전쟁을 종식시킨 파리 평화조약까지 1950년~1973년 동안을 자본주의 황금기라고 부른다.1973년부터 1975년까지의 경기 불황으로 황금기는 종식된다.

## 역사

### 경제성장의 이유
전쟁이 일어나면 막대한 소비가 일어난다. 전쟁을 위해선 군복부터 비행기, 음식까지 막대한 상품들이 소비된다. 전쟁으로 잿더미가 되는 전쟁 당사국을 제외한 이해가 있는 주변국은 이런 전쟁 물품을 수출할 수 있어 경제가 일어난다. 이를 전쟁특수라고 한다.  미국,  일본 ,  유럽등 자본주의를 대표하던 3개국이 부유했으며, 냉전의 첨예한 체제 대치와 핵전쟁의 위협이 도사리고 있음에도 역설적이게도 인류 역사상 가장 풍요로운 시기였다고 학자들이 평가한다.

#### 한국전쟁
한국전쟁이 발발하고 미국 사회에서 골칫거리이던 2차 세계대전때 생산한 전쟁 물자를 모두 처리할 수 있었다. 1차 세계대전 때 사용된 것과 같은 양의 포탄이 한국전쟁에서 쓰였다. 그리고 세계대전이 끝나고 논의되던 미군 병력 및 국방비 감축은 단번에 사라졌다. 또 한, 미국에서 군수물자가 태평양을 건너 한국으로 오는 시간보다 일본에 아직 살아있는 일제시대 당시의 군수 인프라에서 생산해서 한국으로 건너오는게 더 빨랐기에 일본은 미국에게 많은 주문을 받았고, 일본은 달라는데로 달러를 받을 수 있었다. 그리고 중국은 국제사회가 한국전쟁에 집중하고 있는 사이에 티베트를 점령하는데 성공한다. 한국 전쟁에서 특수를 본 나라는  미국,  일본 ,  중국으로 볼 수 있다.

#### 베트남전쟁
베트남 전쟁이 일어나고 헬리콥터, 미사일, 초음속기등 인류가 개발한 많은 신병기들이 투입됐다. 그러나 장비에서 열세인 북베트남이 승리하고 미군은 철수한다. 한국은 미국의 동맹 자격으로 참전해서 10억 달러 상당의 전쟁특수를 누렸다. 한국 GDP의 13%에 달하는 돈였고, 한국의 한강의 기적의 밑거름이 됐다. 일본도 군수물자를 수출해 전쟁특수를 톡톡히 봤으며, 미국은 전쟁에서 비록 패했으나, 군수산업은 호황을 기록했다. 전쟁에서 특수를 본 나라는  미국,  일본 ,  대한민국이다.

### 경제성장율
1960년대는 사학자들이 모두 일컫는 인류 역사상 가장 풍요로운 시기다. 경제성장율은 480%, 인구는 30.3억명에서 36.8억명으로 늘었고, 중산층이 크게 증가했고 제품이 넘쳐났다. 그 결과 1970년대에 제일 부유한 5개 국가로 이루어진 G5 국가모임이 출범한다. G5 국가들은 모두 1960년대엔 이미 자국 공업능력으로 제트 여객기 생산을 할 수 있으며 GDP가 1,000억 달러를 넘어 2차 세계대전 당시  나치 독일의 국가 역량을 뛰어넘었고, 1970년대에 G5의 국민 다수를 차지하는 중산층들은 휴가로 서로의 국가를 제트 여객기로 왕래를 많이 할 정도로 풍요로워졌다.
| 1960      | 1960     | 1961      | 1961     | 1964      | 1964     | 1970      | 1970      | 1975      | 1975        |
| 세계      | 1.3조$   | 세계      | 1.4조$   | 세계      | 1.7조$   | 세계      | 6.3조$    | 세계      | 6.6조$      |
| --------- | -------- | --------- | -------- | --------- | -------- | --------- | --------- | --------- | ----------- |
| 미국      | 5,530억$ | 미국      | 5,620억$ | 미국      | 6,910억$ | 미국      | 1조970억$ | 미국      | 1조7,150억$ |
| 소련      | 2,990억$ | 소련      | 3,030억$ | 소련      | 3,460억$ | 소련      | 7,560억$  | 소련      | 6,270억$    |
| 영국      | 750억$   | 영국      | 790억$   | 독일      | 1,030억$ | 독일      | 2,240억$  | 일본      | 5,319억$    |
| 프랑스    | 640억$   | 프랑스    | 710억$   | 영국      | 951억$   | 일본      | 2,190억$  | 독일      | 4,953억$    |
| 독일      | 600억$   | 독일      | 660억$   | 프랑스    | 947억$   | 프랑스    | 1,530억$  | 프랑스    | 3,620억$    |
| 중국      | 540억$   | 일본      | 560억$   | 일본      | 826억$   | 영국      | 1,352억$  | 영국      | 2,400억$    |
| 일본      | 490억$   | 중국      | 480억$   | 이탈리아  | 630억$   | 이탈리아  | 1,163억$  | 이탈리아  | 2,272억$    |
| 이탈리아  | 420억$   | 이탈리아  | 470억$   | 중국      | 600억$   | 중국      | 944억$    | 캐나다    | 1,790억$    |
| 캐나다    | 400억$   | 캐나다    | 410억$   | 인도      | 560억$   | 캐나다    | 908억$    | 중국      | 1,619억$    |
| /1960 GDP | 100%     | /1960 GDP | 107%     | /1960 GDP | 130%     | /1960 GDP | 484%      | /1960 GDP | 507%        |

## 같이 보기
- 냉전
- 베트남 전쟁
- 한강의 기적
- 경제학
- 경제학자